# Yuriko (ballerina)
Yuriko Kikuchi, detta Yuriko (San Jose, 2 febbraio 1920 – New York, 8 marzo 2022), è stata una ballerina e coreografa statunitense.
È nota per il suo lavoro con la compagnia di Martha Graham.

## Biografia
Nata in California fu mandata in Giappone all'età di 3 anni per vivere con i propri parenti dopo che il padre e due sorelle erano morte e vi rimase fino alla fine della scuola superiore. Fin da piccola fu spronata dalla madre a studiare danza. In Giappone studiò seiyo buyo (danza straniera) per 7 anni. Dal 1941 al 1943 fu internata in un campo di concentramento americano insieme ad altri nippo-americani in Arizona, dove insegnò danza. Rilasciata nel 1943, con 100 dollari in tasca e una valigia andò a vivere a New York.
Nel 1944 iniziò a studiare con Marta Graham, lavorando nella sua compagnia per i successivi cinquant'anni. Danzò nella prima produzione del balletto Clytemnestra e così anche in Appalachian Spring, Cave of the Heart, e Dark Meadow, ricostruendo alcune coreografie della Graham.
Oltre al suo impegno nella danza moderna, Yuriko partecipò alla prima messa in scena a Broadway del musical The King and I (1951-1954) prendendo parte anche alla trasposizione cinematografica dello stesso musical Il re ed io (The King and I, 1956), diretta da Walter Lang. Nel 1967 creò una propria compagnia, che rimase attiva sino al 1973. Ballò inoltre nei lavori di Halim El-Dabh e Eugene Lester.
Nel 2006 le venne conferita una laurea ad honorem  dal conservatorio di Boston.
Muore l'8 marzo 2022 a New York all'età di 102 anni.

## Vita privata
Si sposò nel 1946 ed ebbe due figli.

## Filmografia

### Cinema
- Il re ed io (The King and I), regia di Walter Lang (1956)
- Martha Graham: An American Original in Performance, regia di Peter Glushanok (1957)
- Yuriko: Creation of a Dance (1960)

### Televisione
- A Dancer's World, regia di Peter Glushanok - film TV (1957)
- Appalachian Spring, regia di Peter Glushanok - film TV (1958)
- Camera Three - serie TV, episodio 5x43 (1960)
- 13 Stars for Channel 13 - serie TV, episodio 1x01 (1965)
- American Masters - serie TV, episodio 23x01 (2009)

## Teatro (parziale)
- The King and I, regia di John William Van Druten, St. James Theatre, New York (1951-1954)
- Sandhog, regia di Howard Da Silva, Phoenix Theatre, New York (1954-1955)
- Flower Drum Song, regia di Gene Kelly, St. James Theatre, New York (1958-1960)
- Martha Graham and her Dance Company "Clytemnestra", regia di David Wood, 54th Street Theatre, New York (1960)
- The King and I, regia di Yuriko, Uris Theatre, New York (1977-1978)
- Jerome Robbins' Broadway, regia di Jerome Robbins, Imperial Theatre, New York (1989-1990)
- Appalachian Spring
- Cave of the Heart
- Dark Meadow

## Riconoscimenti
- Bessie Award
  - 1991
- Guggenheim Fellowship
  - 1997 - Premio per la coreografia